# Meng Zhixiang
En aquest nom xinès, el cognom és Meng.
Meng Zhixiang (孟知祥) (874–934) va ser un general militar xinès i el posterior fundador del regne de Shu posteriors, un dels Deu Regnes del període de les Cinc Dinasties i Deu Regnes en el 934.

## Servei sota el Tang posteriors
Meng Zhixiang va ser un comandant d'exèrcit sota la Dinastia Tang posteriors (923–936), que controlava el nord de la Xina. Va comandar les forces que enderrocaren el regne de Shu en 925, incorporant el regne al Tang posteriors. Meng va romandre a Chengdu com el governador militar, tot el temps tramant l'enderrocament o revolta contra l'autoritat del Tang posteriors per nomenar-se a si mateix emperador.

## Fundador del Shu posteriors
Meng Zhixiang tingué la seua oportunitat per realitzar les seves ambicions quan la Dinastia Tang posteriors estava passant per un període de decadència a mitjans dels anys 930. Les relacions del Tang posteriors amb els Khitan s'havia deteriorat i, en general, el govern nacional dins de la dinastia havia disminuït. En el 934, Meng es nomenà a si mateix emperador, restaurant el Regne Shu que va ajudar a enderrocar una dècada abans.

## Llegat
Així i tot Meng Zhixiang no va regnar com a emperador, ja que va morir l'any següent, el seu fill, Meng Chang va regnar molt hàbilment durant tres dècades fins que la Dinastia Song va incorporar o annexionar el Shu posteriors dins del seu domini durant el procés de reunificació del regne de la Xina. Chengdu es convertí en un centre d'art i cultura, especialment l'Antologia d'Enmig de les Flors i la seva importància en el desenvolupament del ci (poesia lírica).